# Alfred de Musset

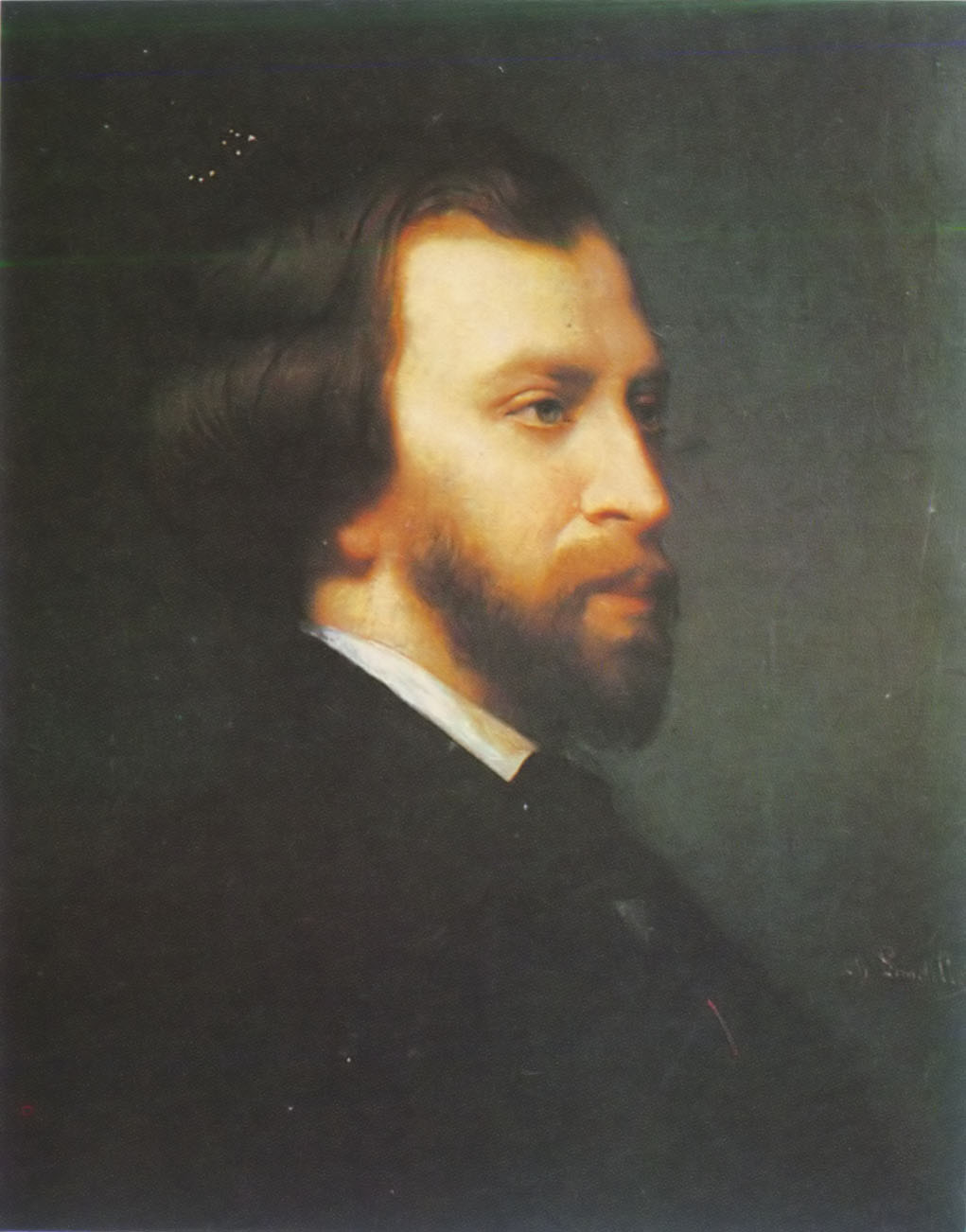
Alfred de Musset im Jahre 1854

Alfred de Musset (* 11. Dezember 1810 in Paris; † 2. Mai 1857 ebenda) war ein französischer Schriftsteller. Er gilt als einer der Großen unter den französischen Romantikern.

## Leben und Schaffen
Alfred de Musset wuchs in Paris als wohlbehüteter Sohn adeliger Eltern auf. Er absolvierte seine Schulzeit mit Glanz im Traditionsgymnasium Lycée Henri IV. Danach begann er lustlos ein Jura- und dann ein Medizinstudium, betätigte sich aber vor allem als junger Lebemann. Daneben war er ein frühreifer Dichter, der sich ab 1828 im Kreis um Victor Hugo, dem „Cénacle“, bewundern ließ.
Schon 1830 erschienen die Contes d’Espagne et d’Italie (deutsch „Spanische und italienische Erzählungen“), eine Sammlung formvollendeter Gedichte im Stil der Romantik, voller Exotik und exaltierter Gefühle.
1832, nach dem Tod seines Vaters in der großen Typhusepidemie jenes Jahres, beschloss er (wohl auch dank der Erbschaft) als Schriftsteller zu leben. 1833 lernte er die sechs Jahre ältere Romanautorin George Sand kennen und begann mit ihr ein romantisch-leidenschaftliches Liebesverhältnis. Dieses endete bald auf einer gemeinsamen Italienreise (Winter 1833/1834), als er in Venedig erkrankte und sie ihn mit dem Arzt betrog. Die tiefe Krise, die dies bei Musset auslöste, inspirierte ihn zu Gedichten voller Weltschmerz (gesammelt publiziert als Nuits, deutsch „Nächte“, 1835 u. 1837), aber auch zu dem autobiografischen Roman Confession d’un enfant du siècle (deutsch „Bekenntnis eines jungen Zeitgenossen“, 1836), dessen Protagonist Octave einer jener typisch romantischen, d. h. desillusionierten, sich selbst und ihrer Umwelt problematischen Helden ist.
Ab 1830 schrieb Musset auch Theaterstücke, die er nach dem Misserfolg des ersten aufgeführten Stücks (La Nuit vénétienne, deutsch „Venezianische Nacht“, 1830) jedoch nur noch zum Lesen bestimmte und in Sammelbänden publizierte. So erschienen 1832 und 1834 je ein Band Spectacles dans un fauteuil (deutsch „Schauspiele in einem Sessel“) und 1840 ein Band Comédies et Proverbes (deutsch „Komödien und Sprichwörter“).
Die bekanntesten und auch heute noch gelegentlich aufgeführten Stücke sind Les caprices de Marianne (deutsch „Mariannes Launen“, 1833), Fantasio (1834) und On ne badine pas avec l’amour (deutsch „Mit der Liebe spaßt man nicht“, 1834), sowie Lorenzaccio (1833/1834). Die Ersteren handeln von enttäuschter Liebe – ein Thema, das den leicht entflammten, aber narzisstischen Musset immer wieder beschäftigte. Lorenzaccio, die Geschichte eines den Täter am Ende nur frustrierenden Tyrannenmords, spiegelt die politische Enttäuschung Mussets und vieler Intellektueller seiner Generation, die anfangs große Hoffnungen in die Juli-Revolution von 1830 gesetzt hatten und sich betrogen fühlten, als das Regime des neuen „Bürgerkönigs“ Louis-Philippe I. rasch von der Großbourgeoisie vereinnahmt wurde und ab 1832 zunehmend autoritär und repressiv agierte.
Neben seinen zahlreichen Theaterstücken und seiner Lyrik verfasste Musset in den für ihn fruchtbaren 1830er Jahren auch eine Reihe Erzählungen. 1838 erhielt er im Innenministerium einen bescheidenen Bibliothekarsposten, der ihn wenig belastete, ihm aber ein Grundeinkommen sicherte. Ab 1845 wurden einige seiner Schachaufgaben publiziert.
1840 war geprägt von einer schweren Krankheit als einem tiefen Einbruch. Danach litt er an häufigen Depressionen, schrieb nur noch wenig und flüchtete sich in Liebesaffären und Alkoholkonsum, was seinen Zustand weiter verschlechterte. Er erhielt 1845 das Kreuz der Légion d’honneur und erlebte 1847 die erfolgreiche Aufführung eines seiner Stücke, Un Caprice (deutsch „Eine Laune/verrückte Idee“, 1837). 1852 wurde er, nach vergeblichen Anläufen 1848 und 1850, in die Académie française gewählt, wobei hilfreich war, dass er sich dem neuen Regime von Louis-Napoléon Bonaparte angeschlossen hatte.
Am 2. Mai 1857 starb Alfred de Musset in Paris im Schlaf an einer durch langjährigen Alkoholismus und eine Aortenklappeninsuffizienz begründeten Herzschwäche. Vor seinem Tod beobachtete sein Bruder pulssynchrones Kopfnicken, ein Symptom, das auch heute noch als Musset-Zeichen bekannt ist. Er wurde auf dem Pariser Friedhof Père-Lachaise beigesetzt.

## Rezeption
Als bleibende Leistung Mussets gilt heute sein dramatisches Werk, das er, nach dem Misserfolg gleich zu Beginn, nicht mehr mit Blick auf die gerade herrschende romantische Theaterdoktrin verfasste, sondern nach seinen eigenen, gemäßigt klassizistischen Vorstellungen. Denn diese erwiesen sich letztlich als zukunftsweisender als z. B. die seines zunächst erfolgreicheren Konkurrenten Victor Hugo, dessen Stücke schon seit langem kaum mehr aufgeführt werden.
Im deutschsprachigen Raum wurde Musset kaum bekannt.
Sein Werk La Coupe et les lèvres (1831) war die literarische Vorlage für Edgar, Giacomo Puccinis zweite Oper.

## Werke
- 1824: A ma mère.

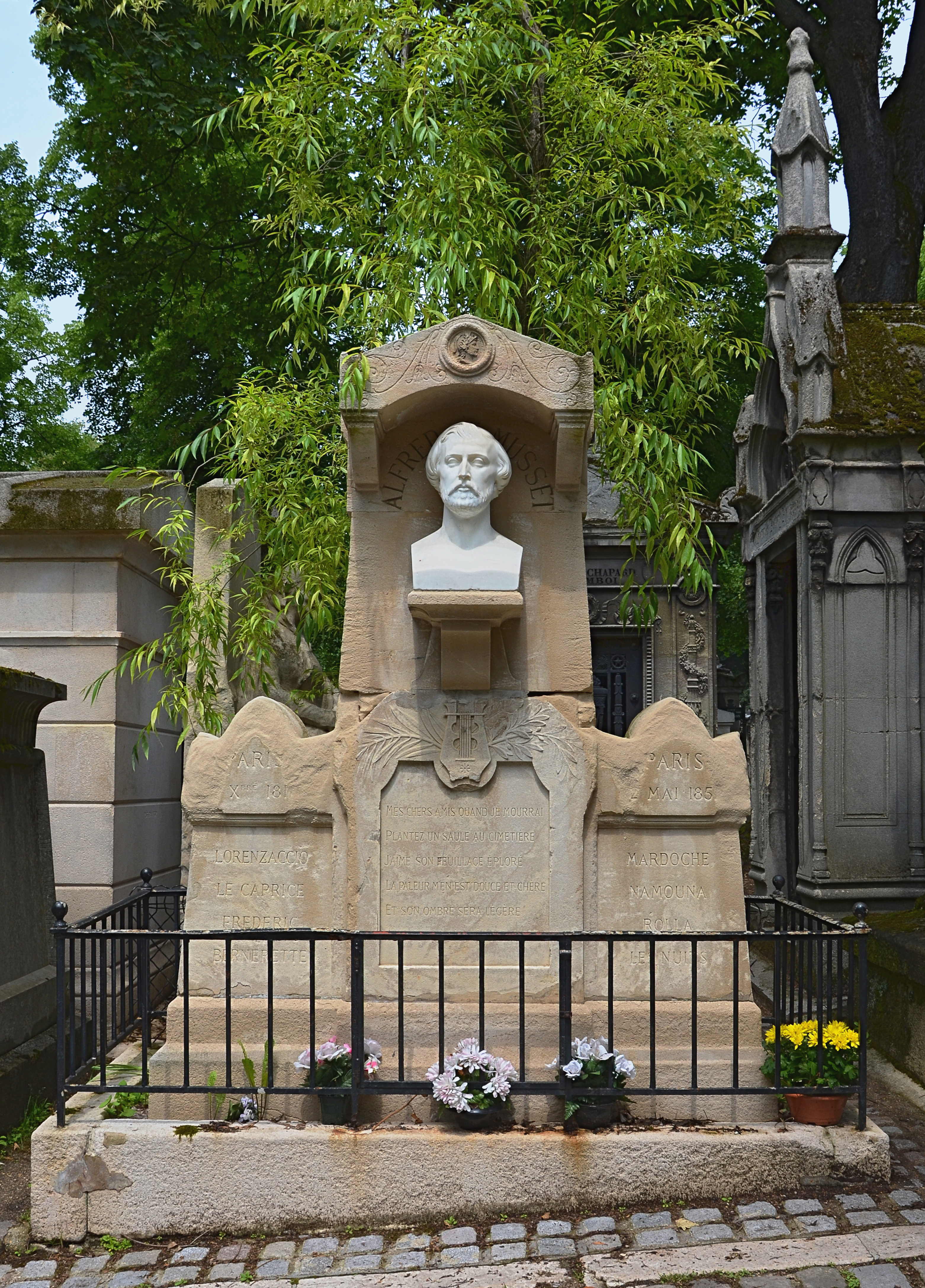
Mussets Grab (Père-Lachaise)

- 1826: A Mademoiselle Zoé la Douairière.
- 1828: Un rêve, L'Anglais mangeur d’opium.
- 1829: Erste Gedichte.
- 1830: Contes d'Espagne et d'Italie, La Quittance du diable.
- 1831: La Coupe et les lèvres, Namouna.
- 1832: Spectacles dans un fauteuil, A quoi rêvent les jeunes filles.
- 1834: Lorenzaccio, Les Caprices de Marianne, Rolla, André del Sarto.
- 1834: Fantasio, On ne badine pas avec l'amour, Une nuit vénétienne, Perdican, Camille et Perdican.
- 1835: La Quenouille de Barberine, La Nuit de mai, La Nuit de décembre, Le Chandelier.
- 1836: Il ne faut jurer de rien, Lettre à M. de Lamartine, Faire sans dire, La nuit d'août, La Confession d'un enfant du siècle.
- 1837: Un Caprice, La Nuit d'octobre, À la Malibran, Emmeline, Les deux maîtresses, Lettres à Dupuis et Cotonet.
- 1838: Le Fils du Titien, Frédéric et Bernerette, L’Espoir en Dieu, Dupont et Durand, Margot.
- 1839: Croisilles.
- 1840: Les deux maîtresses, Tristesse, Une soirée perdue.
- 1841: Souvenir, Nouvelles. (Enthält Emmeline, Le Fils du Titien, Croisilles und Margot).
- 1842: Le Voyage où il vous plaira, Sur la paresse, Histoire d’un merle blanc, Après une lecture. (Mit Illustrationen von Tony Johannot; erschien 1843 als Fortsetzungsroman Ein Reisemärchen. Übersetzt von Oskar Ludwig Bernhard Wolff in der Illustrierten Zeitung und 1846 als Buchausgabe mit dem Titel Die Reise ins Blaue im Verlag von Carl. B. Lorck)
- 1844: Pierre et Camille, Le Secret de Javotte, Les Frères Van Bruck.
- 1845: Il faut qu’une porte soit ouverte ou fermée, Mademoiselle Mimi Pinson.
- 1848: Nouvelles (enthält Pierre et Camille und Le Secret de Javotte).
- 1849: Louison, L'Habit vert, On ne saurait penser à tout
- 1850: Poésies nouvelles, Carmosine.
- 1851: Bettine, Faustine.
- 1852: Veröffentlichung der Gedichtbände Premières Poésies (1829–1835) und Poésies Nouvelles (1836–1852).
- 1853: La mouche.
- 1854: Contes.

- Gesammelte Werke (auf Deutsch), hrsg. von Alfred Neumann. Georg Müller, München 1925.
- Band 1 Novellen. Digitalisat im Internet Archive
  - Emmeline.
  - Die beiden Geliebten.
  - Friedrich und Benerette.
  - Der Sohn des Tizian.
  - Margot.
- Band 2 Novellen und Erzählungen. Digitalisat im Internet Archive
  - Croisilles.
  - Die Geschichte einer weißen Amsel.
  - Peter und Camilla.
  - Das Geheimnis der Javotte.
  - Mimi Pinson.
  - Die Fliege.
- Band 3 Dramatische Werke, Band 1. Digitalisat im Internet Archive
  - Die venezianische Nacht.
  - Andrea del Sarto.
  - Die launische Marianne.
  - Man tändelt nicht mit der Liebe.
  - Fantasio.
- Band 4 Dramatische Werke, Band 2. Digitalisat im Internet Archive
  - Barberine.
  - Lorenzaccio.
  - Der Leuchter.
  - Bettina.
- Band 5 Gedichte und Biographie. Digitalisat im Internet Archive
  - Gedichte. S. 1–106.
  - Biografie. S. 115–345.
  - Namenregister. S. 345.
  - Sachregister. S. 351.

## Verfilmungen
- 1999: Les enfants du siècle („Das Liebesdrama von Venedig)“, Frankreich, Regie Diane Kurys, Hauptdarsteller Juliette Binoche (George Sand) und Benoît Magimel (Alfred de Musset)

## Hörspielbearbeitungen
- 1946: Der Leuchter – Regie: Karl Peter Biltz (SWF)
- 1949: Die Romanze vom jungen Perdican und der schönen Camille – Bearbeitung: Heinz von Cramer; Regie: Nicht bekannt (RIAS Berlin)
- 1950: Liebe ist keine Tändelei – Regie: Albert Carl Weiland (Radio Saarbrücken)
- 1950: Geschenk einer Stunde – Regie: Ludwig Standl (ORF Vorarlberg)
- 1952: Geschenk einer Stunde – Regie: Ludwig Standl (RWR)
- 1957: Bettina – Bearbeitung und Regie: Gert Westphal (ORF Salzburg)
- 1957: Lorenzaccio – Regie: Theodor Steiner (HR)
- 1958: Man spielt nicht mit der Liebe – Regie: Gert Westphal (SWF)
- 1960: Man soll nichts beschwören – Regie: Peter Arthur Stiller (HR)
- 1961: Man soll nichts beschwören – Regie: Herbert Spalke (ORF Steiermark)
- 1963: Offene Türen – Regie: Erich Köhler (SFB)
- 1972: Man spielt nicht mit der Liebe – Regie: Ferry Bauer (ORF Oberösterreich)
- 1975: Fantasio – Bearbeitung und Regie: Ernst Wolfram Marboe (ORF Niederösterreich)
- 1985: Man spielt nicht mit der Liebe – Regie: Wolfgang Brunecker (Rundfunk der DDR)

Quellen: ARD-Hörspieldatenbank für die deutschen und Ö1-Hörspieldatenbank für die österreichischen Produktionen